# Christopher Chetti
Christopher "Chris" Chetti (16 de julio de 1974 - ) es un luchador profesional estadounidense. Durante su carrera, ha trabajado para varias empresas independientes, junto con trabajar para la extinta Extreme Championship Wrestling (ECW).
Dentro de sus logros destacan su reinado como Campeón Pesado FTW de la ECW, el cual lo consiguió dentro de la NWA Midwest.

## Carrera

### Extreme Championship Wrestling (1996-2000)
Chetti fue el primer graduado de la escuela de lucha de la empresa Extreme Championship Wrestling (ECW). En septiembre de 1996 hizo su debut oficial en una lucha en parejas frente a The Dudleys. Posteriormente en CyberSlam 1997 obtuvo su primera victoria importante, frente a Little Guido, pero fue derrotado en Hostile City Showdown 1997 en una lucha en equipos, tomándose revancha posteriormente en Barely Legal 1997. Obtuvo una oportunidad por el Campeonato de la Televisión de la ECW frente a Shane Douglas en Wrestlepalooza 1997, pero no logró la victoria.
En los eventos Heat Wave y Ultimate Jeopardy, Chetti perdió sus combates, pero en November to Remember logra una victoria en un dark match. Durante el año 1998, Chetti perdió regularidad en la empresa, luchando a penas un par de veces, intercambiando victorias y derrotas.
A inicios de 1999, Chetti formó un equipo con Nova, el cual tuvo un pequeño éxito, aparereciendo en varios de los eventos principales de la ECW. Sin embargo, en November to Remember 2000, Nova derrotó a Chetti, forzándolo a dejar la compañía.

### Circuito independiente (2001-2002)
Después de dejar la ECW, Chetti participó en varias promociones independientes, tales como la Midwest Championship Wrestling, USA Pro Wrestling y Phoenix Championship Wrestling. Durante su corto paso por dichas empresas, tuvo rivalidades con luchadores como Joey Matthews, Nova y Balls Mahoney. Sin embargo, la poca continuidad en las empresas y la falta de un contrato definitivo, llevaron a Chetti a un constante cambio de empresas, hasta que en octubre de 2002 firmó un contrato con la Xtreme Pro Wrestling.

### Xtreme Pro Wrestling (2002-2005)
El 5 de octubre de 2002, Chetti debutó en la Xtreme Pro Wrestling, derrotando a Chris Hamrick. Durante los próximos meses, no logró ganar ningún combate, perdiendo frente a oponentes como Shark Boy, Psicosis y Super Crazy. El 23 de noviembre de 2002, Chetti se autoproclamó Campeonato Pesado FTW de la ECW, sólo para perdelo el 16 de julio de 2003 frente a Danny Doring.
Entre septiembre de 2003 y junio de 2005, permaneció inactivo por motivos desconocidos. En su lucha de regreso, derrotó a Crowbar, pero durante el mes de septiembre de 2005, obtuvo dos derrotas frente a Danny Doring. Además, hicieron una aparición como espectadores en el PPV de la WWE One Night Stand. Posterior a sus derrotas frente a Doring, Chetti se ha mantenido inactivo, pero a pesar del tiempo transcurrido no ha anunciado su retiro de la lucha libre profesional.

## En lucha
- Movimientos finales
  - Amityville Horror (Samoan driver, a veces desde una posición elevada)

- Movimientos de firma
  - Diving somersault clothesline
  - Sitout rear mat slam
  - Belly to back suplex powerbomb
  - Springboard derivado en hurricanrana o double jump moonsault
  - Scissors kick
  - Superkick

- Managers
  - Lou E. Dangerously
  - Jazz

## Campeonatos y logros
- NWA Midwest
  - ECW FTW Heavyweight Championship (1 vez)
  - NWA Midwest BMF Champion (1 vez)

- NPWA
  - NPWA Tag Team Championship (1 vez) - con Qenaan Creed

- SWF
  - SWF Light Heavyweight Champion (1 vez)
  - SWF Tag Team Championship (1 vez) - com Danny Jaxx

- UWF
  - UWF Light Heavyweight Championship (1 vez)

- Wrestling Superstars
  - Wrestling Superstars United Light Heavyweight Championship (1 vez)

- Pro Wrestling Illustrated
  - Situado en el Nº281 en los PWI 500 de 1997[3]
  - Situado en el Nº175 en los PWI 500 de 1998[4]
  - Situado en el Nº160 en los PWI 500 de 1999[5]
  - Situado en el Nº200 en los PWI 500 de 2000[6]